# Paraluteres arqat
Paraluteres arqat — вид скелезубоподібних риб родини Єдинорогові (Monacanthidae).

## Поширення
Морський, демерсальний, тропічний вид. Поширений на коралових рифах у Червоному морі  на глибині до 50 м.